# Comment refaire Charlemagne
Comment refaire Charlemagne (Thus We Frustrate Charlemagne) est une nouvelle humoristique de science-fiction de R. A. Lafferty, parue en 1967. La nouvelle évoque le thème du savant dépassé par sa découverte (thème de « l'apprenti sorcier »).

## Publications

### Publications aux États-Unis
La nouvelle a été publiée en 1967 sous le titre original Thus We Frustrate Charlemagne (mot à mot : Ainsi nous contrecarrons Charlemagne).

### Publications en France
La nouvelle a été publiée en langue française :
- dans Galaxie (2e série), no 100, OPTA, septembre 1972 ;
- dans l’anthologie Histoires fausses, 1984 (trad. Charles Canet).

## Résumé
Dans une société future, un groupe d'une dizaine de chercheurs vient d'inventer une machine à voyager dans le temps.
Comme ils sont des scientifiques, ils veulent faire une expérience : que se passerait-il si l'on allait dans le passé et que l'on modifiait un détail de l'Histoire ?  Leur choix se porte sur le voyage que fit Charlemagne en 778, lorsqu'il fit son expédition en Espagne : supposons que l'on empêche Ganelon de contribuer à massacrer l'arrière-garde de l'armée, peut-être Charlemagne aurait noué des liens étroits avec la civilisation arabe ? peut-être la Renaissance européenne, au lieu de naître au XVe siècle, serait-elle née au IXe siècle, avec six ou sept siècles d'avance ?
Ils se sont installés dans une ville moyenne, qui contient des bâtiments moyens, avec des ressources culturelles moyennes.
Ils vont dans le passé et le modifient : en août 778 le traître Ganelon, au lieu de trahir, est pendu, si bien que le comte Roland n'aura pas à subir les assauts des « Sarrazins » (en réalité des Basques) au col de Roncevaux. Charlemagne établira par la suite des liens et des contacts étroits avec la civilisation musulmane espagnole. Le Moyen Âge en sera d'autant plus raccourci.
À leur retour, la ville moyenne est devenue une métropole, qui contient de nombreux bâtiments somptueux, et des ressources culturelles nombreuses et variées. Ils ne sont plus 10 mais 13, dont des ordinateurs quantiques à intelligence quasi-humaine.
Néanmoins ces scientifiques n'ont pas conscience de l'amélioration substantielle qui a été induite par leur expérience : pour eux, cette ville a toujours été comme ça ; l'expérience n'a rien modifié du tout ; ils ont tout oublié de leurs conditions de vie passées.
Ils décident de tenter une seconde expérience : au XIIIe siècle, le philosophe anglais Guillaume d'Ockham avait été condamné par la Papauté pour hérésie. Que se passerait-il si on parvenait à faire triompher ses idées sur celles de Saint Thomas d'Aquin ? Ils partent donc faire leur seconde expérience temporelle.
À leur retour, leur groupe ne comprend plus que quatre personnes ; ils sont revenus à l'âge de la pierre ; la machine à voyager dans le temps n'existe plus. Comme précédemment, ils ont tout oublié de leurs conditions de vie passées et n'ont pas conscience de la dégradation épouvantablement tragique de leur civilisation induite par l'expérience… 
Cependant, il reste un souvenir du monde d'avant : l'avatar, mi-machine, mi-fantôme, qui leur permettait d'agir. Ils le détruisent, mais cela n'a pas pour effet de les faire revenir à leur état antérieur. Apprentis sorciers…